# Fludrocortisone
Fludrocortisone, được bán dưới tên thương mại Florinef cùng với một số những tên khác, là một corticosteroid được sử dụng để điều trị hội chứng giảm tuyến thượng thận, hạ huyết áp tư thế, và suy thượng thận. Nếu sử dụng để chữa suy thượng thận, chúng thường được dùng kết hợp với hydrocortisone. Thuốc được dùng qua đường uống. Dạng thuốc được sử dụng phổ biến nhất là dạng acetate.
Các tác dụng phụ thường gặp bao gồm huyết áp cao, sưng, suy tim và kali máu thấp. Các tác dụng phụ nghiêm trọng khác có thể có như chức năng hệ thống miễn dịch thấp, đục thủy tinh thể, yếu cơ và thay đổi tâm trạng. Mức độ an toàn nếu sử dụng thuốc trong thời kỳ mang thai vẫn là chưa rõ ràng Fludrocortisone chủ yếu vẫn là một mineralocorticoid; tuy nhiên, chúng cũng có hoạt tính của glucocorticoid.
Fludrocortisone được cấp bằng sáng chế vào năm 1953. Nó nằm trong danh sách các thuốc thiết yếu của Tổ chức Y tế Thế giới, tức là nhóm các loại thuốc hiệu quả và an toàn nhất cần thiết trong một hệ thống y tế. Tại Vương quốc Anh, chi phí cho NHS là vào khoảng 1,52 bảng Anh mỗi tháng. Tại Hoa Kỳ, chi phí bán buôn cho một tháng sử dụng thuốc là khoảng 11,96 USD.